# Relaciones Andorra-Turquía
Las relaciones Andorra-Turquía son las relaciones diplomáticas entre el Principado de Andorra y la República de Turquía. Las relaciones diplomáticas entre Turquía y Andorra se establecieron el 8 de octubre de 1998 y la Embajada de Turquía en Madrid fue acreditada ante Andorra por Decisión del Consejo de Ministros de 13 de abril de 1999. Andorra no tiene una Embajada acreditada en Turquía.

## Relaciones económicas
El volumen comercial entre los dos países fue de 478 mil USD en 2010 (exportaciones / importaciones turcas: 476 / 1.4 mil USD).